# Francis Drake

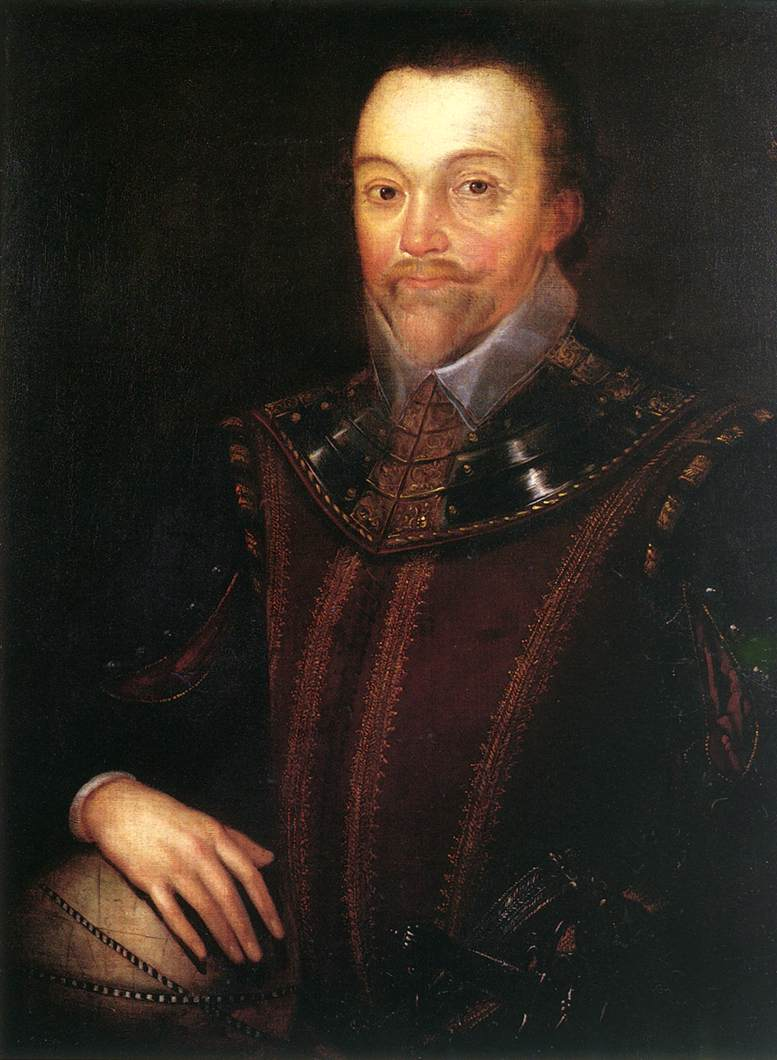
Sir Francis Drake (1590 körül)

Sir Francis Drake (1540 körül – 1596. január 28., Portobelo) altengernagy, angol tengerész, navigátor, felfedező és privatér rablóhajó-kapitány, politikus I. Erzsébet angol királynő idejében.
Az általa vezetett flotta másodikként kerülte meg a Földet, és ő volt az első kapitány, aki élve hazajutott erről a vállalkozásról. Érdemeiért Erzsébet angol királynő 1581-ben lovaggá ütötte. Később 1588-ban jelentős szerepet játszott a spanyol Győzhetetlen Armada visszaverésében. 1595-ben egy San Juan (ma Puerto Rico) elleni sikertelen támadás után vérhasban halt meg Portobelo településen, Panamában.
Legendás hősiessége meglehetősen ellentmondásos. Az angolok szemében nemzeti hős volt, a spanyolok számára szimplán kalóz. A spanyolok úgy emlegették, mint „El Draque”, melynek jelentése sárkánykígyó (a latin draco szóból, jelentése: sárkány). II. Fülöp spanyol király 20 000 dukát (mai értékben kb. 4 millió font vagy 8 millió dollár) vérdíjat tűzött ki a fejére.

## Gyermekkora
Francis Drake 1540 körül született a Crowndale (16 km Tavistocktól, Devon). Anyja Mary Mylwayne és apja Edmund Drake (1518–1585), protestáns földművelő, aki később világi prédikátor lett. 12 testvére közül ő volt a legidősebb. Mint ahogy kortársai esetében is, születésének pontos ideje nem ismert. Éppúgy lehetett 1535-ben, mint 1540-ben vagy 1544-ben. Egyik, Nicholas Hilliard által festett miniatűr portréja szerint 1581-ben állítólag 42 éves volt, de egy másik, 1594-ben készült festményen állítólag 54 éves volt.
Az 1549. évi katolikus felkelés idején családjával elmenekült Nyugat-Angliából. Kentben, egy bárkán kaptak szállást.[forrás?] 13 évesen hajósinasnak adták, a mesterséget az Északi-tengeren tanulta meg. A kapitány halála után rá hagyta a hajóját, amelyet 23 évesen eladott. Így lépett be egy gazdag plymouthi kereskedőcsalád, Hawkinsok flottájába, amely az Újvilágba árut és rabszolgát szállított. Itt ismerte meg az Atlanti-óceán vizét és az akkor Nyugat-Indiának nevezett karibi szigetvilágot. 1569-ben második útjuk során San Juan de Ulúa mexikói kikötőben megtámadták a legénységet, és sok angolt megöltek. Drake Hawkinsszal együtt elmenekült a Judith nevű hajón, de a spanyolokról szerzett tapasztalatai egy életre szóló borzasztó élményként kísérték. Angliába érve figyelt fel rá a királynő.

## A világkörüli út

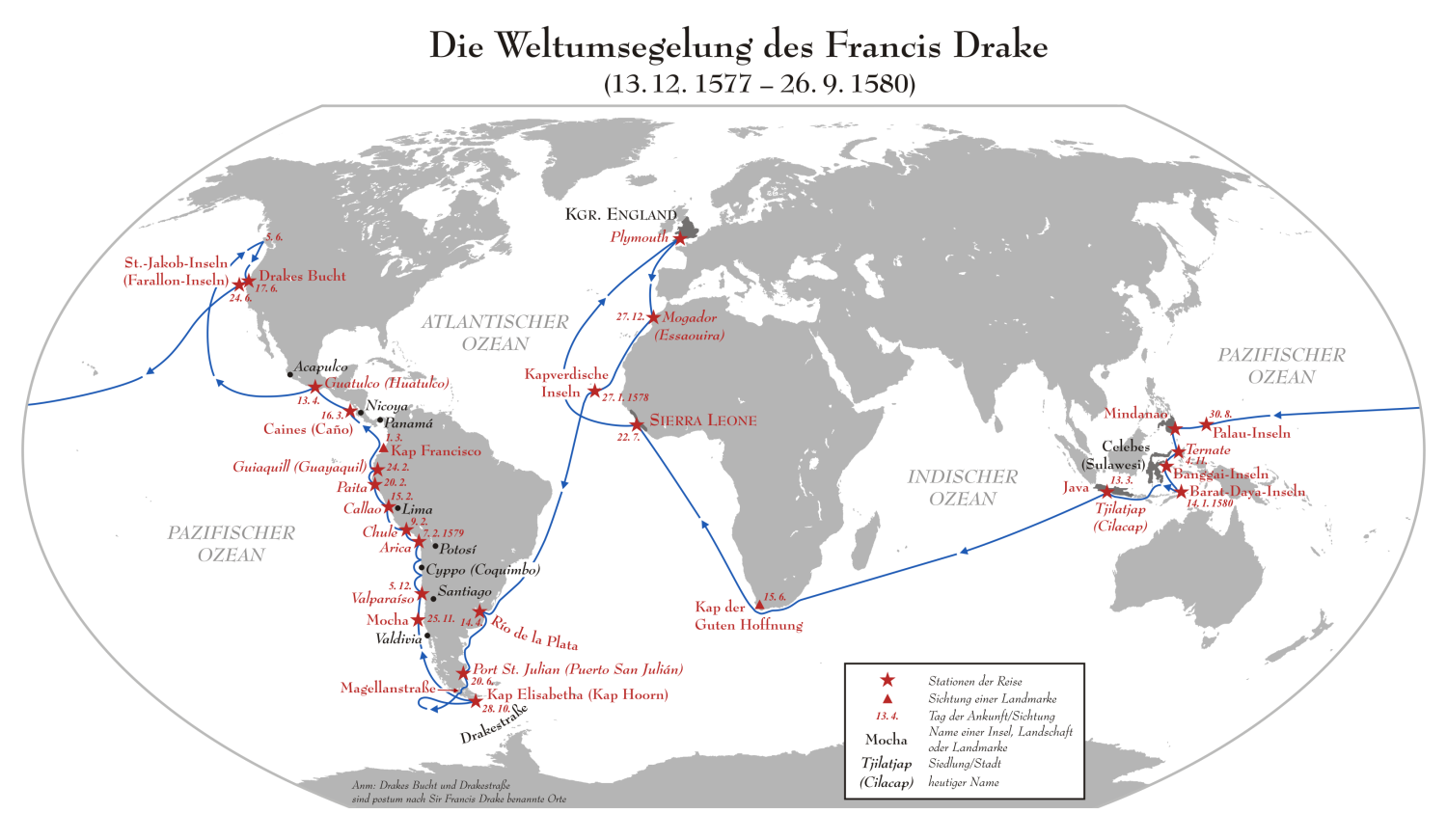
Drake világkörüli útja

1577-ben Drake amerikai expedícióra indult a spanyol hajók fosztogatására, sok történész szerint Erzsébet királynő tudtával és jóváhagyásával. November 15-én felszedte a horgonyait és elhagyta Plymoutht. A viharos óceán azonban nagy károkat okozott flottájában, ezért kénytelen volt Falmouthnál (Cornwall) kikötni, s később visszahajózni Plymouthig, hogy a vihar okozta károkat kijavíttassa. December 13-án a Pelican fedélzetén és másik 4 hajóval 162 emberrel ismét elhagyta a kikötőt. Afrika partjainál zsákmányolt egy portugál kereskedőhajót is, a Mary-t (korábbi nevén Santa Mariá-t). A hajó kapitánya, Nuno de Silva, akinek komoly tapasztalatai voltak a dél-amerikai vizekről, szintén Drake szolgálatába állt.
A mai Argentína területén, San Juliannál kötöttek ki június 20-án. Mire Amerikába ért, Drake flottája nagyon megviselt volt. Le kellett mondania két hajójáról, a Christopherről és a kétárbócos Swan-ról is, mivel sok embert veszített az óceán áthajózása közben. Drake felfedezte azt is, hogy a vezérhajója rohad, így kénytelen volt elégetni. Drake elhatározta, hogy a tél folyamán San Julianban marad, s csak azután kísérli meg az áthajózást a Magellán-szoroson.

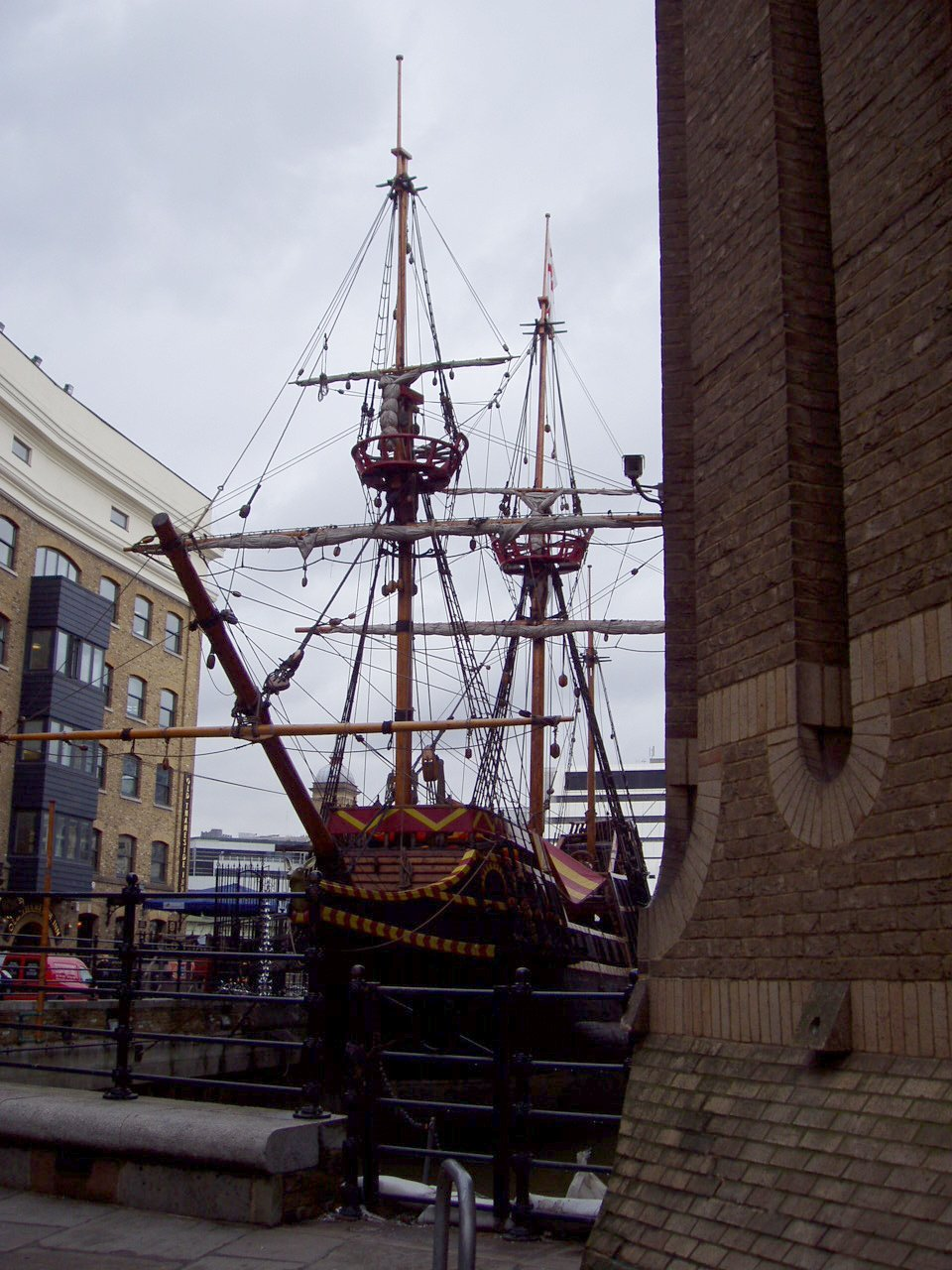
Drake Golden Hind-jának replikája

Tíz nappal érkezésük után került sor Drake boszorkánysággal és lázítással megvádolt útitársa, Thomas Doughty perére. A történészek számos okot sejtenek a háttérben. Lehetséges, hogy személyes ellentétek voltak Drake és Doughty között (Doughty korábban lopáson érte Drake fivérét, és Drake rokonai azt is beszélték, hogy Drake feleségének szeretője). Ugyanakkor az is előfordulhat, hogy Doughty angliai ellenségei fizették le Drake-et, vagy az expedíció résztvevői közül néhányan ellenezték a kalózkodást, és Drake Doughty személyén akart példát statuálni a hatalmáról (ő ugyanis formálisan nem volt az expedíció parancsnoka). A tárgyalás során számos ponton megsértették a hatályos törvényeket, mégsem ítélték halálra Doughtyt. Ezután azonban Drake kijelentette, hogy Doughty az életére tör: így a fogva tartás korlátozott lehetőségei miatt Doughtyt kivégezték. Arthur Herman szerint ez az incidens vezethetett azon közhiedelem kialakulásához, hogy a hajóskapitányok teljhatalommal rendelkeznek a hajó utasai fölött.
Három megmaradt hajójával megérkezett a Magellán-szoroshoz, Dél-Amerika csücskéhez. A szorost a portugál navigátorról, felfedezőről nevezték el, aki 1521-ben elsőként körülhajózta a Földet.
Drake is ezen a szoroson haladt át, a róla elnevezett Drake-átjárónak csak a létére következtetett, amikor megállapította, hogy a Tűzföld sziget. A Drake átjárón, a Horn foktól délre körül csak 1616-ban haladt át Willem Schouten.  Vezérhajóját, amely 1578 szeptemberétől egyedül maradt, átkeresztelte Golden Hind-nak Sir Christopher Hatton tiszteletére.

## A spanyolok elleni háború
A Golden Hind a Csendes-óceánon, Dél-Amerika partjai mentén észak felé vette útját és megtámadta a spanyol kikötőket, lövette a településeket. Néhány spanyol hajót elfoglalt, s a legénységtől pontosabb információkat szerzett. Egy alkalommal Drake egy perui kincsszállító hajót fogott el, amely 25 000 peso tiszta aranyat szállított, mai értékben kb. 7 millió fontot.  Lima közelében szintén felfedezett egy új hajót, a Cacafuegót, amely Panama felé hajózott. Hosszas üldözés után utolérték, és birtokba vették. Ez volt a leggazdagabb zsákmány: 34 kg aranyat, arany keresztet, ékszert, 13 láda fémlemezt és 23 tonna ezüstöt találtak.

## Nova Albion
1579. június 17-én Drake Point Loma környékén, Új Spanyolországban kikötött, hogy megjavíthassa megrongált hajóit, s utánpótlást szerezzen. Barátságos viszonyt tartott fenn a helyi indián lakossággal. A helységet átnevezte Nova Albion-nak, s a Szentháromság nevében a királyi korona tulajdonába vette. Hátrahagyott embereket az „embrió kolónia” megalapításához.
Nova Albion helye a mai napig nem tisztázott, mivel a spanyol támadások elkerülése végett titokban tartották. Samuel Bawlf szerint Nova Albion helye Comox-nál van a Vancouver-szigeten.
Hajóútja során emberei pontosan feltérképezték útjukat ennek ellenére vitatott, hogy elérték-e a mai Brit Columbiát és Alaszkát. Bawlf szerint Drake hajója nem érte el északon az 56°-ot. Szerinte a leírások sokkal északibb pontot jelölnek, mint ahová valójában eljutott: a spanyol-angol rivalizálás miatt fontos lehetett hangsúlyozni, hogy kikerült a spanyol érdekszférából. Másrészt Erzsébet királynő minden információt titokban kívánt tartani az Északnyugati átjáróról, és ezért is került Nova Albion sokkal északabbra, mint valójában.

## A Föld körüli út folytatása
Drake nyugat felé hajózott, keresztül a Csendes-Óceánon, és néhány hónappal később megérkezett a Molukka-szigetekhez a Csendes-óceán délnyugati részére, a mai Indonéziához. Három napig vártak az alkalmas dagályra és a nedves hajórakomány száradására. Innen, átszelve az Indiai-óceánt körülhajózta Afrikát a Jóreménység fokánál (Capo of Good Hope), és 1580. július 22-én elérte Sierra Leonét. 1580. szeptember 26-án behajózott Plymouth kikötőjébe 59 megmaradt emberével a fedélzeten, és egy spanyol kincsekkel gazdagon megrakott teherhajó-szállítmánnyal.
A királynő 1581. április 4-én Francis Drake-et lovaggá üttette (a francia nagykövet Marquis de Marchaumont kezében volt a kard), és 1581 szeptemberében Plymouth polgármestere lett.
A királynő parancsba adta, hogy Drake minden beszámolója az útról titkosítva legyen, s a résztvevők fogadalmat tettek a hallgatásról.

## A Legyőzhetetlen Armada és felbomlása

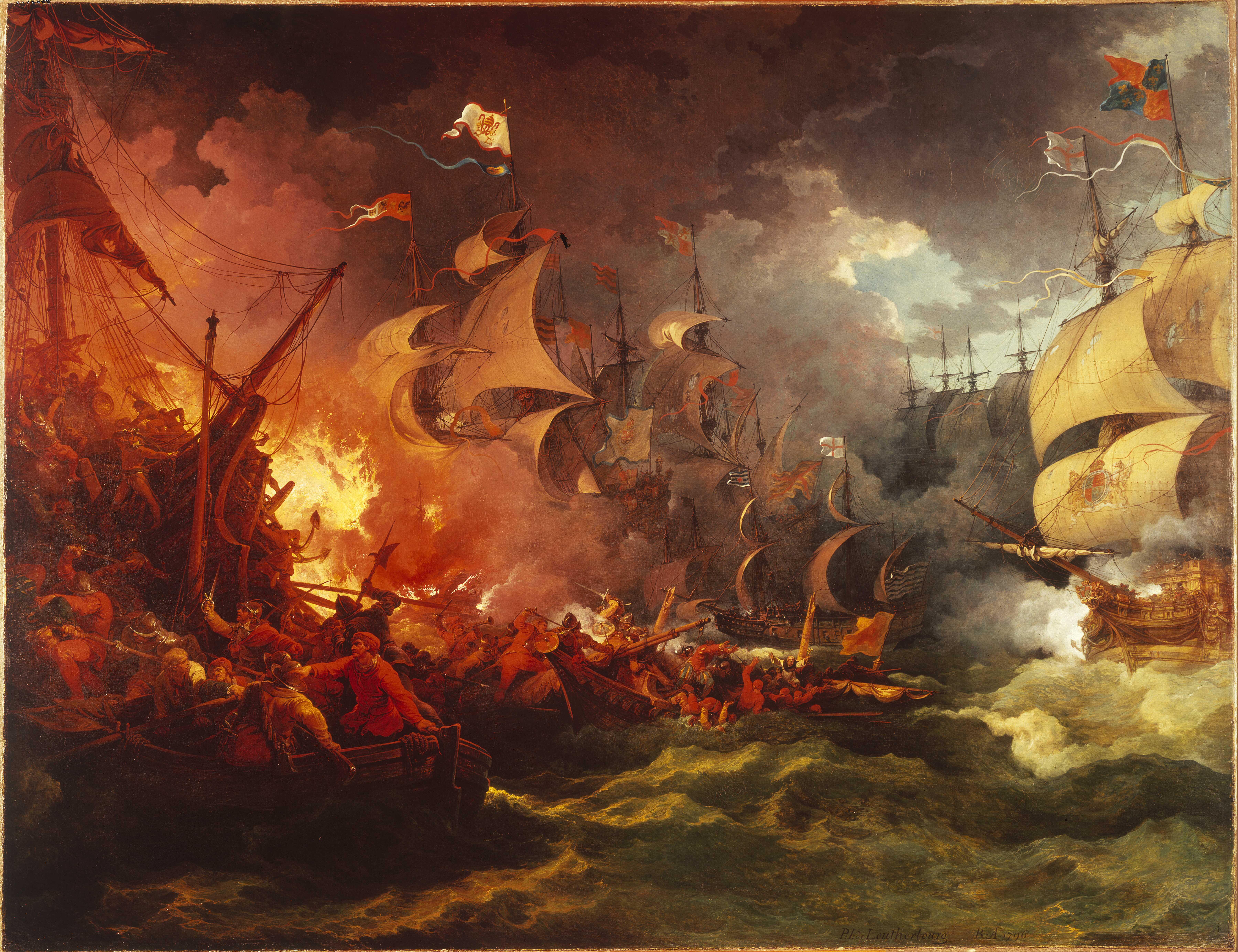
A spanyol armada

1585-ben kitört a háború Spanyolország és Anglia között.
Francis Drake az Újvilágban kirabolta Santo Domingót és Cartagenát. Visszafelé jövet felgyújtotta a spanyol San Augustine (Florida) erődöt. Ezek az események felbátorították II. Fülöpöt, hogy tervbe vegye Anglia megszállását. Drake megelőzvén a támadást Cádiz és La Coruña kikötőjébe hajózott, és megsemmisített 37 katonai és kereskedelmi hajót. Ez a támadás legalább egy évvel késleltette a spanyol támadást. Az elkövetkezendő hónapokban Drake ellenőrzése alatt tartotta az Iibériai partokat Losbon és Cape St. Vincent között, és megsemmisítette a spanyol ellátmányokat, Drake becslése szerint 1600-1700 tonna rakományt.
Drake helyettes admirálisa (Lord Howard of Effingham alatt) volt az angol flottának, mikor 1588-ban a spanyolok megkísérelték megszállni Angliát és az egyesült spanyol-portugál flottát küldték az ország ellen. Drake megtámadta s elfoglalta Rosario vitorlást Pedro de Valdés admirálissal a fedélzetén. Ismert volt, hogy a hajó a spanyol hadsereg pénzszállítmányát vitte. A hajó megsemmisítése a flotta felbomlását jelentette.
1589 után az Armada veresége után Drake és Sir John Norreys három új feladatot kapott, felkutatni a megmaradt hajókat, és megsemmisíteni azokat, támogatni a lisszaboni portugál lázadást II. Fülöp spanyol és portugál király ellen, illetve elfoglalni az Azori-szigeteket, ha lehetséges.
Drake és Norreys megsemmisített néhány hajót a spanyolországi La Coruña kikötőben, de elveszített 12 000 embert és 20 hajót. Fel kellett adnia a spanyol hajók felkutatását, és minden erejét a portugál felkelésre kellett összpontosítania.

## Rabszolga-kereskedelem
Korábbi angol rabszolga-kereskedők, kalózok (John Lok, William Towerson) nyomában rabszolga-kereskedőként, nagybátyjával nagy hasznot szereztek kalózkodásukkal a Nyugat Afrikában elfogott, a helyiektől vásárolt vagy portugál, spanyol hajók kifosztásával szerzett feketék kereskedelmével. Drake először 1563-ban hajózott nagybátyja, John Hawkins teherszállítójával Nyugat-Afrikába. Afrikai foglyait eladta a spanyol ültetvényeseknek. A vállalkozásokban I. Erzsébet angol királynő is részt vett befektető társként, illetve a kalózkodásra engedélyt is adott. Számos fekete rabszolga szolgált a gazdagok háziszolgájaként ebben az időben Angliában is.

## Karibi kalózkodás
Drake ellenséges érzése a spanyolokkal szemben eredendően vallási okokból fakadt. San Juan de Uluánál 1568-ban a spanyol flotta megtámadta rabszolgaszállító hajóját. Ő maga elmenekült, mivel jó úszó volt, de ellenérzése nőttön-nőtt az spanyolok iránt. Ettől az időtől kezdve életét annak szentelte, hogy a spanyolok ellen harcoljon. A spanyolok úgy vették őt számításba, mint törvényen kívüli kalózt, de Anglia szimpatizált vele. Második útja, mikor harcolt a spanyolok ellen, sok emberéletbe került, de a királynő kegyeibe fogadta. 1573 márciusa után Drake ünnepelt személyiség lett a spanyol ezüstszállító, a Nombre de Dios elfoglalása után. Drake egy francia rablóhajó kalózaiból és szökött rabszolgákból álló csoporttal portyázott Darien (ma Panama) vizein, közel a Nombre de Dios misszióhoz, hogy elkapja az ezüstszállítókat. Előfordult, hogy az ezüstszállítmányt nem tudta elszállítani a súlya miatt.
Ő volt az első angol, aki a Panama-szorosnál egy fa tetejéről megpillantotta a Csendes-óceánt. Drake 1573. augusztus 9-én 30 angollal együtt tért vissza Plymouthba, mind gazdagon. Erzsébet királynő támogatta Drake portyázásait, de időközben azonban aláírt egy átmeneti szerződést II. Fülöp spanyol királlyal, így hivatalosan nem tudta elismerését adni Drake teljesítményére.
A maga idejében az angolok között nemzeti hősnek számított, viszont a spanyol történelem úgy említi őt mint kalózt, aki könyörtelenül feldúlta a spanyol hajókat, kikötőket az Újvilágban. A spanyolok a vad támadásai után századokig úgy emlegették a kísértet-embert, mint „sárkánykígyót” (El Draque).

## Utolsó évei
Drake folytatta kalandozásait. 1595-ben a Spanyol-Amerika ellen komoly vereséget szenvedett San Juannál (Puerto Rico). A spanyol tüzérek az El Morro kastélyból ágyúval lőtték zászlóshajóját, eltalálták, de Drake túlélte. 1596-ban 56 éves korában vérhasban halt meg Puerto Bello partjainál (ma Portobelo, Panama). A tengerbe temették.

## Műve magyarul
- Angol lobogó alatt a Föld körül; ford. Baktay Ervin; Világirodalom, Bp., 1925 (A hat világrész)